# Lavrio B.C.
Lavrio B.C. (Griego: Γ.Σ. Λαυρίου K.A.E., conocido por motivos de patrocinio como  Lavrio Megabolt) es un equipo de baloncesto profesional griego, con sede en la ciudad de Lavrio, que disputa la competición de la A1 Ethniki. Fue fundado en 1990. Disputa sus encuentros como local en el Lavrio Indoor Hall, con capacidad para 1700 espectadores.

## Historia
La asociación deportiva Lavrio se fundó en 1990, y consta en la actualidad de tres deportes: baloncesto, atletismo y lucha libre. El equipo de baloncesto compitió en ligas regionales entre 1990 y 2002, fecha en la que ascendió a la Gamma Ethniki, la cuarta categoría del baloncesto heleno. Permanecieron en la categoría hasta 2007, que ascendieron a la Beta Ethniki. En esa nueva categoría permnaneció hasta 2010, donde un desempate final ante el Panelefsiniakos B.C. les dio el ascenso a la A2 Ethniki.
En la temporada 2014-15 acabó en la tercera posición de la liga, por detrás del EK Kavala y el Arkadikos B.C., que obtuvieron el ascenso directo, pero la renuncia del equipo del KAOD BC hizo que tuviera plaza en la máxima competición griega.

## Trayectoria
| Season  | Categoría | División     | Pos. | Postemporada | Copa de Grecia | Europa            | Europa | Europa |
| ------- | --------- | ------------ | ---- | ------------ | -------------- | ----------------- | ------ | ------ |
| 2009–10 | 3         | Beta Ethniki | 1    | Asciende     | —              | —                 | —      | —      |
| 2010–11 | 2         | A2 Ethniki   | 4    |              | —              | —                 | —      | —      |
| 2011–12 | 2         | A2 Ethniki   | 8    |              | —              | —                 | —      | —      |
| 2012–13 | 2         | A2 Ethniki   | 5    |              | —              | —                 | —      | —      |
| 2013–14 | 2         | A2 Ethniki   | 10   |              | —              | —                 | —      | —      |
| 2014–15 | 2         | A2 Ethniki   | 3    | Asciende     | —              | —                 | —      | —      |
| 2015–16 | 1         | A1 Ethniki   | 9    |              | —              | —                 | —      | —      |
| 2016–17 | 1         | A1 Ethniki   | 8    |              | —              | —                 | —      | —      |
| 2017–18 | 1         | A1 Ethniki   | 6    |              | —              | —                 | —      | —      |
| 2018–19 | 1         | A1 Ethniki   |      |              | —              | 4 FIBA Europe Cup | QR1    |        |